# Periple de la Mar Eritrea

Noms, rutes i llocs del Periple de la Mar Eritrea

El Periple de la Mar Eritrea (grec: Περίπλους τῆς Ἐρυθράς Θαλάσσης, llatí: Periplus Maris Erythraei) és un periple grecoromà, escrit en grec, que descriu la navegació i les oportunitats comercials existents entre els ports de la província romana d'Egipte tals com Berenice amb la costa del mar Roig, així com les existents entre el nord-est d'Àfrica i el Sind i el sud-oest de l'Índia. Aquest text ha estat datat entre el primer i el tercer segles dC, però actualment es considera com a més encertat situar-lo en la primera meitat del segle primer. Tot i que l'autor ens és desconegut, és evident que la descripció és de primera mà, realitzada per algú familiar amb la zona, i és considerat com una prova única que coneixia l'antic món europeu dels territoris al voltant de l'oceà Índic.
La mar Eritrea (grec: Ἐρυθρά Θάλασσα) vol dir literalment 'Mar Roja', que és com es coneix ara. No obstant això, per als grecs, aquesta denominació incloïa l'Oceà Índic i el golf Pèrsic.

## L'obra

### Dades generals

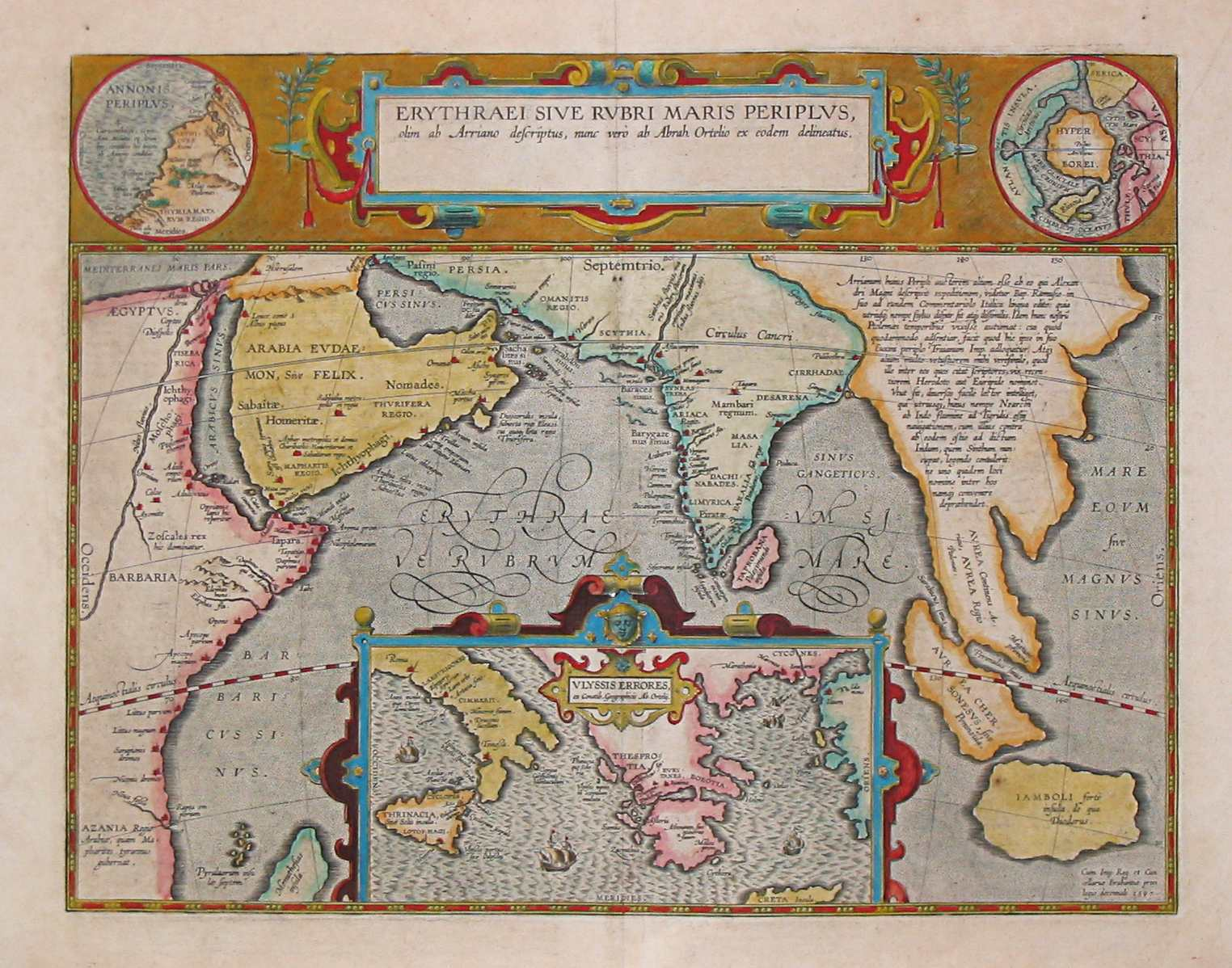
Mapa del descrivint les localitzacions del Periple de la Mar Eritrea

L'obra consisteix en 66 capítols, molts dels quals tenen una llargada equivalent a un paràgraf en català. Per exemple, tot el capítol 9è diu el següent:
"Des de Malao (Berbera) hi ha dues vies per a arribar al centre comercial de Moundou, on els vaixells poden ancorar de manera més segura en una illa propera a terra ferma. Les importacions cap aquesta àrea són les abans esmentades [al capítol 8 s'esmenten el ferro, l'or, la plata, les tasses, etc.], i des d'aquí s'exporten els mateixos béns [al capítol 8 s'esmenta mirra, douaka, makeir, i esclaus], i goma fragant anomenada mokrotou (en sànscrit makaranda). Els habitants que comercien aquí són més pacífics."
En molts casos, la descripció de places és suficientment precisa com per a identificar les presents localitzacions; per d'altres, en canvi, hi ha obert un debat considerable. Per exemple, Rapta s'esmenta com el mercat més gran de l'Àfrica al sud d'Azània, però hi ha almenys 5 indrets que encaixen amb aquesta descripció, des de Tanga (Tanzània) fins al sud del delta del riu Rufiji. La descripció de la costa índia esmenta clarament el delta del Ganges, tot i que a partir d'aquest punt es torna confús, descrivint la Xina com una gran ciutat interior anomenada Thina, que és la font de la seda crua.
El Periple diu que Hippalus va descobrir una ruta de navegació directa des del mar Roig fins a la península Índia a través de mar obert durant el primer segle aC.
En aquest document, també s'esmenten diversos béns, però també apareixen paraules que defineixen aquests béns que no s'han trobat en cap altre text de la literatura antiga, de manera que només podem imaginar el seu significat. Per exemple, un bé comercial anomenat lakkos chromatinos. El nom lakkos no apareix en cap altre text grec o romà. Aquest nom reapareixeria posteriorment durant el període medieval en la forma llatina lacca, apropiada de la paraula àrab medieval lakk, que al seu temps havia adoptat del sàsncrit lakh, que vol dir 'laca'; es tractava d'una resina de color vermell originària de l'Índia utilitzada com a laca i, també com a colorant vermell. Altres béns no han pogut ser desxifrats avui en dia.
El text del Periple prové d'un manuscrit bizantí del segle X redactat a mà en lletra minúscula, inclòs en la col·lecció de la Universitat Biblioteca d'Heidelberg (CPG 398: 40v-54v), així com d'una còpia del segle xiv o XV que es troba al Museu Britànic (B.M. Add 19391 9r-12r). El text del segle X és atribuït a Flavi Arrià, probablement només perquè el manuscrit es troba al costat del Periple del Pont Euxí, efectivament escrit per ell. El Periple fou editat per Sigmund Gelen (Zikmund Hruby z Jeleni de Praga) i publicat per primera vegada de manera mecànica per Hieronymus Froben el 1533. Aquesta edició contenia errades, però durant 300 anys fou l'obra de referència per a les següents, fins que la versió del segle X va ser redescoberta a Heidelberg; portada a Roma en el transcurs de la Guerra dels Trenta anys (1618–1648), traslladada a París per part de Napoleó Bonaparte, i finalment retornada a Heidelberg el 1816.

### Autor i cronologia
Schoff va fer una anàlisi històrica el 1912 i va situar la data de redacció del text el 60 dC. A més, Schoff va proveir-nos d'una anàlisi històrica de l'autor original del text, i arriba a la conclusió que l'autor hauria estat un grec d'Egipte, és a dir, un ciutadà romà. Segons els càlculs de Schoff, això voldria dir que s'hauria escrit durant el regnat de Tiberi Claudi Balbili (que curiosament també era un grec egipci).
John Hill manté que el "Periple pot ser datat amb fermesa entre el 40 i el 70 dC i, probablement, entre el 40 i el 50 dC."
Schoff continua remarcant que l'autor podria no haver estat un "home especialment educat" com demostra "la seva freqüent confusió entre les paraules gregues i llatines, així com les seves construccions gramaticals maldestres i mal formulades gramaticalment." A causa de "l'absència de cap registre de viatge pel Nil o a través del desert des de Coptos", Schoff prefereix situar el lloc de referència de l'autor a "Berenice en lloc d'Alexandria." Tot i que Schoff no té clar a quina de les Berenice es fa referència, és Berenice Troglodytica la que està documentada, discutida llargament i descrita vívidament en el mateix text del Periple.
Una de les particularitats esmentades per Schoff mentre traduïa l'original grec, és que "el text és tan vague i incert que [l'autor] sembla estar citant algú altre, tret que part d'aquesta obra s'hagi perdut en les diverses còpies."

## Espai geogràfic

### Península Aràbiga

#### Regne himiarita i Sabà

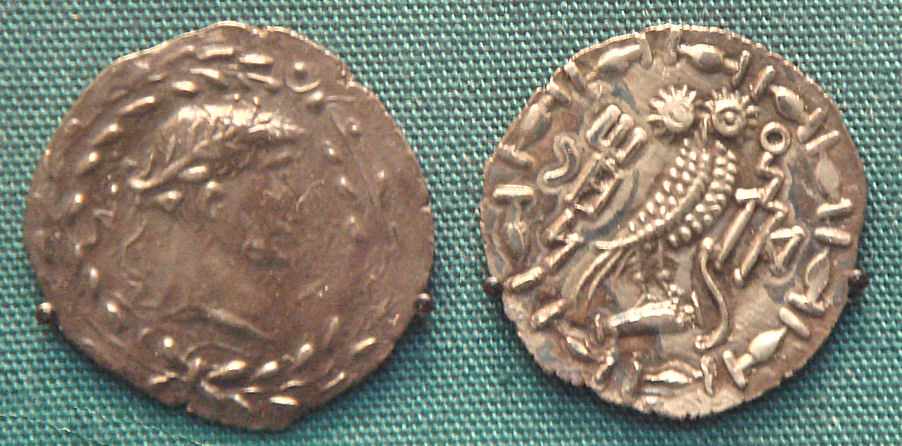
Moneda del Regne himiarita, a la costa sud de la península Aràbiga, on paraven els vaixells que feien la ruta entre Egipte i l'Índia. Aquesta és una imitació d'una moneda d'August del segle I dC

Els vaixells del Regne himiarita viatjaven regularment per la costa de l'Àfrica oriental. El Periple de la Mar Eritrea descriu l'imperi comercial d'Himyar i Sabà, units sota el regnat de Charibael (Karab Il Watar Yuhan'em II), que es diu que es trobava en bones relacions amb Roma:
"I després de nou dies més, es troba Saphar, la metròpoli, on viu Charibael, el rei de dues tribus, els himiarites i aquells que viuen al seu costat, anomenats sabeus; mitjançant diverses ambaixades i regals, és amic dels emperadors." Periple de la Mar Eritrea, paràgraf 23.

#### Regne de l'Olíban
El Regne de l'Olíban és descrit com el territori situat més a l'est a la costa sud de la península Aràbiga, amb el port de Cana (aràbic del sud: Qana, el modern Bir Ali d'Hadramaut). El dirigent d'aquest regne s'anomena Eleazus, o Eleazar, que es creu que correspondria amb el rei Iliazz Yalit I:
"Després d'Eudaemon, a Aràbia hi ha una llengua contínua de costa, en una extensió de 200 estadis o més, en la qual hi ha nòmades i pescadors vivint en poblets; just passat això, hi ha una altra ciutat mercat, Cana, del Regne d'Eleazus, el país de l'olíban (l'encens per antonomàsia); i al davant hi ha dues illes desertes, una anomenada illa dels Ocells, i l'altra illa Cúpula, a 120 estadis de Cana. A l'interior del país, des de Cana, hi ha la metròpoli de Sabbatha, on viu el rei. Tot el que l'olíban produït és traslladat per camells a aquella ciutat per ser emmagatzemat, i cap a Cana en basses sostingudes per pells inflades a la manera del país, i en bots. I aquest lloc també comercia amb ports llunyans, amb Barygaza i Scythia i Ommana i la veïna costa de Pèrsia." Periple pel mar d'Eritrea, cap. 27

### Banya d'Àfrica

#### Somàlia
Actualment, es considera que Ras Hafun, al nord de Somàlia, és l'enclavament de l'antic centre comercial d'Opone. En aquest jaciment, s'hi han trobat ceràmiques d'origen egipci, romà i del golf Pèrsic, en una expedició arqueològica realitzada per un equip de la Universitat de Michigan. Opone es troba en la tretzena entrada del Periple de la Mar Eritrea, on se'ns diu:
"I llavors, després de navegar 400 estadis al voltant d'un promontori, cap al qual també t'arrossega el corrent, hi ha una altra ciutat mercat anomenada Opone, en la qual s'importen els mateixos béns ja esmentats, i on es produeix una gran quantitat de canyella, i esclaus de la millor mena, que són traslladats a Egipte en nombre creixent; i una gran quantitat de carei, millor del trobat en qualsevol altre lloc." Periple de la Mar Eritrea, cap.13.
En l'antiguitat, Opone operava com a port de destinació per a mercaders de Fenícia, Egipte, Grècia, Pèrsia, Iemen, Nabatea, Azània, l'Imperi Romà i d'altres indrets, ja que era un enclavament estratègic de la ruta costanera entre Azània i el mar Roig. Comerciants de llocs tan llunyans com Indonèsia o Malàisia passaven per Opone, intercanviant espècies, sedes i altres béns, abans de marxar cap a Azània o el nord del Iemen o Egipte. Ja l'any 50 dC, Opone era ben coneguda com el centre del comerç de canyella, així com pel comerç de clavell i d'altres espècies, l'ivori, pells d'animals exòtics o l'encens.
L'antiga ciutat de Malao, situada en l'actual Berbera, al nord-oest de Somàlia, també s'esmenta en el Periple:
"Després d'Avalites, hi ha una altra ciutat mercat, encara millor, anomenada Malao, que es troba a uns 800 estadis. L'ancoratge es troba en un espai obert, protegit per un rostidor que surt per l'est. Aquí els natius són més pacífics. S'hi importen els béns ja esmentats, així com túniques, jaquetes d'Arsinoe, vestits i tenyits; tasses, copes, petites quantitats de làmines de coure, ferro, i no gaire monedes d'or i de plata. Des d'allí s'exporta mirra, una mica d'encens, la canyella més forta, duaca, copal indi i macir, que s'importa cap a Aràbia; i esclaus, però escassament." Periple de la Mar Eritrea, cap. 8.

#### Regne d'Axum

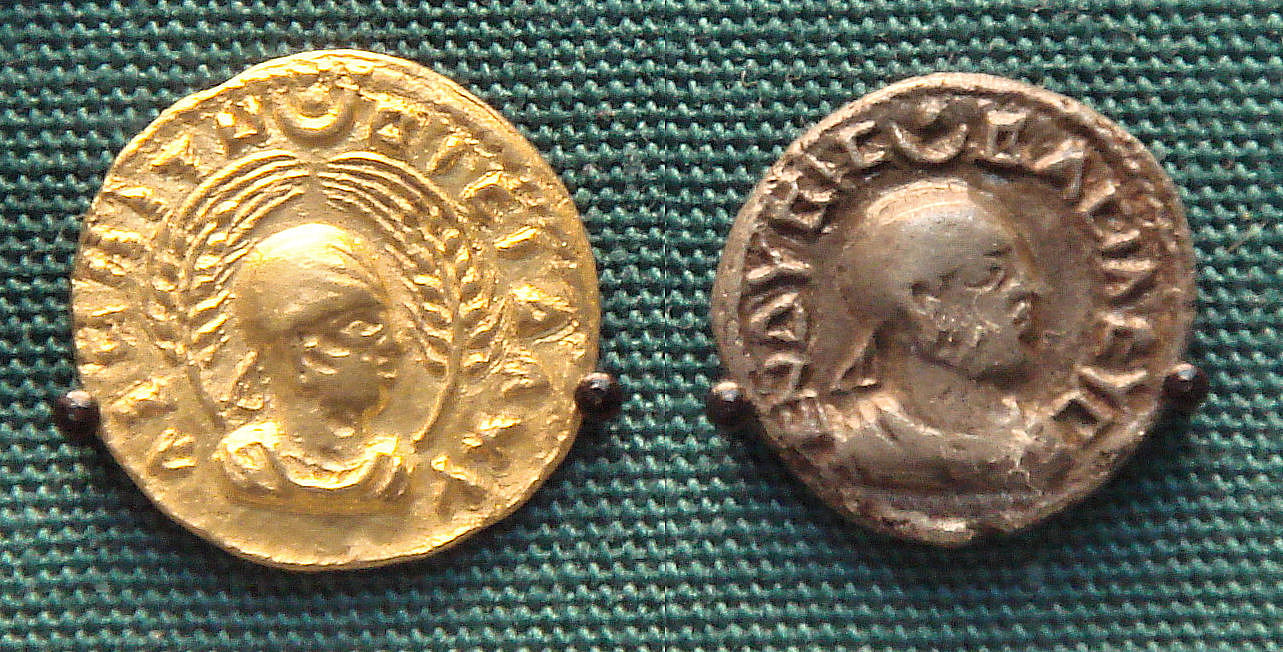
Monedes del rei Endybis, 227-235 dC. Museu Britànic. La de l'esquerra diu, en grec: "AΧWMITW BACIΛEYC", "rei d'Axum". La de la dreta diu, també en grec: ΕΝΔΥΒΙC ΒΑCΙΛΕΥC, "rei Endybis"

Aksum s'esmenta al Periple com un important enclavament mercantil per l'ivori, que s'exportava per tot el món antic:
"Des d'aquest lloc fins a la ciutat que la gent anomena Auxumites hi ha 5 dies de viatge més; des d'allí, tot l'ivori és portat del país situat passat el Nil, a través del districte anomenat Cyeneum, i llavors cap a Adulis." Periple pel mar d'Eritrea, cap. 4.
Si ens creiem el Periple, el dirigent d'Axum en el primer segle dC era Zoskales, que, a més de governar Aksum, també dirigia dos ports del mar Roig: Adulis (al costat de Massaua) i Avalites (Assab). També s'esmenta que li era familiar la literatura grega:
"Aquests indrets, des dels menjadors de jónecs fins a l'altre país berber, són governats per Zoskales; que és avar en els seus camins i sempre vol més, però que d'altra banda és culte i familiaritzat amb la literatura grega." Periple pel mar d'Eritrea, cap. 5.

### Sud-est africà
Investigacions recents realitzades per l'arqueòleg de Tanzània Felix Chami han descobert restes de comerç romà prop de la boca del riu Rufiji, així com a la veïna illa de Mafia, provocant que els experts exposin que l'antic port de Rapta estava situat als bancs del riu Rufiji, just al sud de Dar es Salaam. El Periple ens diu el següent:
"Dues jornades passada l'illa [Menuthias = Zanzíbar?], apareix l'últim port comercial de la costa d'Azània, anomenat Rapta ['cosit'], nom derivat dels abans esmentats vaixells cosits, on hi ha grans quantitats d'ivori i closques de tortuga."
Chami resumeix l'evidència de l'enclavament exacte de Rapta de la manera següent:

"L'actual situació de la capital d'Azània, Rapta, segueix essent desconeguda. No obstant, els indicadors arqueològics ens suggereixen que estava situada a la costa de Tanzània, a la regió del riu Rufiji i l'illa de Mafia. És en aquesta regió on s'han descobert les més grans concentracions d'assentaments del període Panchaea/Azani. Si l'illa de Menuthias esmentada al Periple és Zanzíbar, un curt viatge cap al sud ens portaria a la regió del Rufiji.
El geògref del segle ii, Claudi Ptolemeu, situa Rapta a 8º de latitud sud, que és la latitud exacte del delta del Rufiji i l'illa de Mafia. La metròpolis estava en terra ferma, un grau a l'oest de la costa, al costat d'un gran riu i d'una badia amb el mateix nom. Mentre que el riu podria reconèixer's en el modern riu Rufiji, la badia no pot ser identificada amb les aigües calmades entre l'illa de Maia i l'àrea del Rufiji. La península a l'est de Rapta hauria estat l'extrem nord de Mafia. La part sud de la badia està protegida de les aigües profundes per nombroses illetes deltaiques, separades de Mafia per canals poc profunds i estrets. Cap al nord, la badia està oberta al mar, i qualsevol navegant que entri per aquella direcció pot tenir la sensació d'estar entrant a una badia. Fins i tot en l'actualitat els residents identifiquen aquestes aigües com una badia, referint-s'hi com a la Mar femella, en contraposició al violent mar obert que trobem a l'altra banda de l'illa de Mafia."

Als últims anys, Felix Chami ha trobat evidències arqueològiques d'un comerç romà extensiu a l'illa de Mafia i, no gaire lluny, a l'interior, prop de la boca del riu Rufiji, que Chami data de la primera centúria dC. A més, J. Innes Miller exposa que s'han trobat monedes romanes a l'illa de Pemba, just al nord de Rapta.
Finalment, Carl Peters exposa que Rapta es trobava en l'actual Quelimane, a Moçambic, citant el fet que (segons el Periple) la línia de la costa corre cap al sud-oest. Peters també defensa que la descripció de "Pyralaoi" (i.e., la 'gent de foc') -"situada a l'entrada del canal de Moçambic"- indica que eren habitants de les volcàniques Illes Comores. També creu que Menuthias (que és abundant en rius i cocodrils) no podria haver estat Zanzíbar; i.e., Madagascar seria més probable.
De fet, el Periple ens informa que Rapta es trobava sota control d'un governador nomenat pel rei àrab de Musa, que hi recaptava impostos, i que era servit per un "vaixell mercant amb la tripulació principalment formada per araboparlants i agents que, mitjançant relacions contínues i matrimonis mixtos, estaven avesats a l'àrea i al llenguatge."
El Periple, de fet, especifica que Azània (que inclou Rapta) es trobava sota control de Charibael, rei dels himiarites i els sabeus, com s'explica en l'apartat relatiu a la península Aràbiga.

### Àsia

#### Barigaza
El comerç amb el port indi de Barigaza és descrit extensament al Periple. Nahapana, governant de la satrapia occidental indoescita, és esmentat amb el nom de Nambanus, com el governador de l'àrea de Barygaza:
"Més enllà del golf de Baraca, hi ha Barigaza i la costa del país d'Ariaca, que és l'inici del Regne de Nambanus i de tot Índia. La franja interior més propera i fronterera amb Escítia es coneix com a Abiria, però la costa s'anomena Syrastrene. És un país fèrtil, amb blat i arròs i oli de sèsam i mantega clarificada, cotó i roba índia feta allà, de tota mena de gruix. Molt poc bestiar pastura a la zona, i les persones són de gran estatura i de color negre. La metròpoli d'aquest país és Minnagara, des de la qual la major part del cotó és traslladat a Barigaza." Periple de la Mar Eritrea, cap. 41.
Sota govern dels sàtrapes occidentals, Barigaza fou un dels principals centres del comerç entre Roma i el subcontinent indi. El Periple descriu molts dels béns intercanviats.
49. En aquest centre comercial (Barigaza) hi arriba vi, preferentment italià, a més d'àrab i lodiceu; coure, estany i plom; corall i topazi; roba fina i classes inferiors de tota mena; faixes de colors brillants d'un colze d'ample; estorac, trèvol dolç, cristall de roca, realgar, antimoni, monedes d'or i d'argent, de les quals es treu profit quan s'intercanvien per monedes del país; i pomada, però ni massa cara ni en gran quantitat. I per al rei hi arriben grans vaixells carregats d'argent, nois cantors, boniques donzelles per a l'harem, vins fins, roba prima dels millors teixits, i les pomades escollides. Des d'allí, per contra, s'exporta nard, Saussurea costus, bdellium, ivori, àgata i cornalina, lycium, roba de cotó de tota classe, roba de seda, roba de malva, fil, pebre llarg i altres coses que arriben des d'altres centres comercials. Des d'allí es dirigeixen a Egipte, iniciant el viatge preferiblement al mes de juliol, és a dir, Epiphi." Periple de la Mar Eritrea, capítol 49.
Els béns també sortien en grans quantitats des d'Ujjain, la capital dels sàtrapes occidentals:
48. Cap a l'interior d'aquest indret i cap a l'est, hi ha la ciutat d'Ozene, antigament la capital reial; des d'allí, s'hi porta tot allò necessari per al benestar del país al voltant de Barigaza, així com béns per comerciar: àgata i cornalina, musselines índies i roba de malva, i molts altres tipus de roba ordinaris. Periple de la Mar Eritrea, capítol 48.

#### Regnes antics de Txera, Pandi, i Chola
El port perdut de Muziris (prop de l'actual Kochi) al Regne de Txera, així com l'antic Regne de Pandi, són esmentats al Periple com els més grans centres comercials, de pebre i d'altres espècies, metalls treballats i pedres semiprecioses, entre Damirica i l'Imperi Romà.
Si hem de fer cas al Periple, nombrosos grecs mantenien establert comerç amb Muziris:
Llavors arribem a Naura (Kannur) i Tyndis, els primers mercats de Damirica o Limyrike, i després a Muziris i Nelcynda, les quals tenen ara una gran importància. Tyndis forma part del Regne de Cerobothra; és un poble situat a la mateixa alçada del mar. A Muziris, que forma part del mateix regne, hi abunden vaixells enviats allí des d'Aràbia, i per part dels grecs; està situada al costat d'un riu (riu Periyar), a una distància de Tyndis, per riu i per mar, de 500 estadis, i des del riu cap a la costa a 20 estadis. Nelcynda es troba a una distància de 500 estadis de Muziris, i forma part d'un altre regne, el Pandi. Aquest enclavament també es troba en un riu, a uns 120 estadis del mar..." Periple de la Mar Eritrea, 53-54.
Damirica o Limyrike és Tamilagam (Tamil தமிழகம்) – el 'Regne tàmil'. A més, aquesta àrea servia com a centre de comerç amb l'interior, és a dir, la plana del Ganges:

#### Nord-est de l'Índia
El Periple també descriu la fira anual del nord-est de l'actual Índia, a la frontera amb Xina.
"Cada any, a la frontera amb Thina, apareix certa tribu, amb cossos curts i cara molt ampla... anomenada Sêsatai... Venen amb les seves dones i nens, portant grans paquets que semblen estores de fulles verdes, i s'estan a la frontera entre ells i els habitants de la part de Thina, on realitzen un festival que dura diversos dies, difonent les estores que han portat, i posteriorment tornant a les seves llars a l'interior." Periple, cap. 65.
Sêsatai és la font del Malabathrum.

#### Restes del Regne indogrec

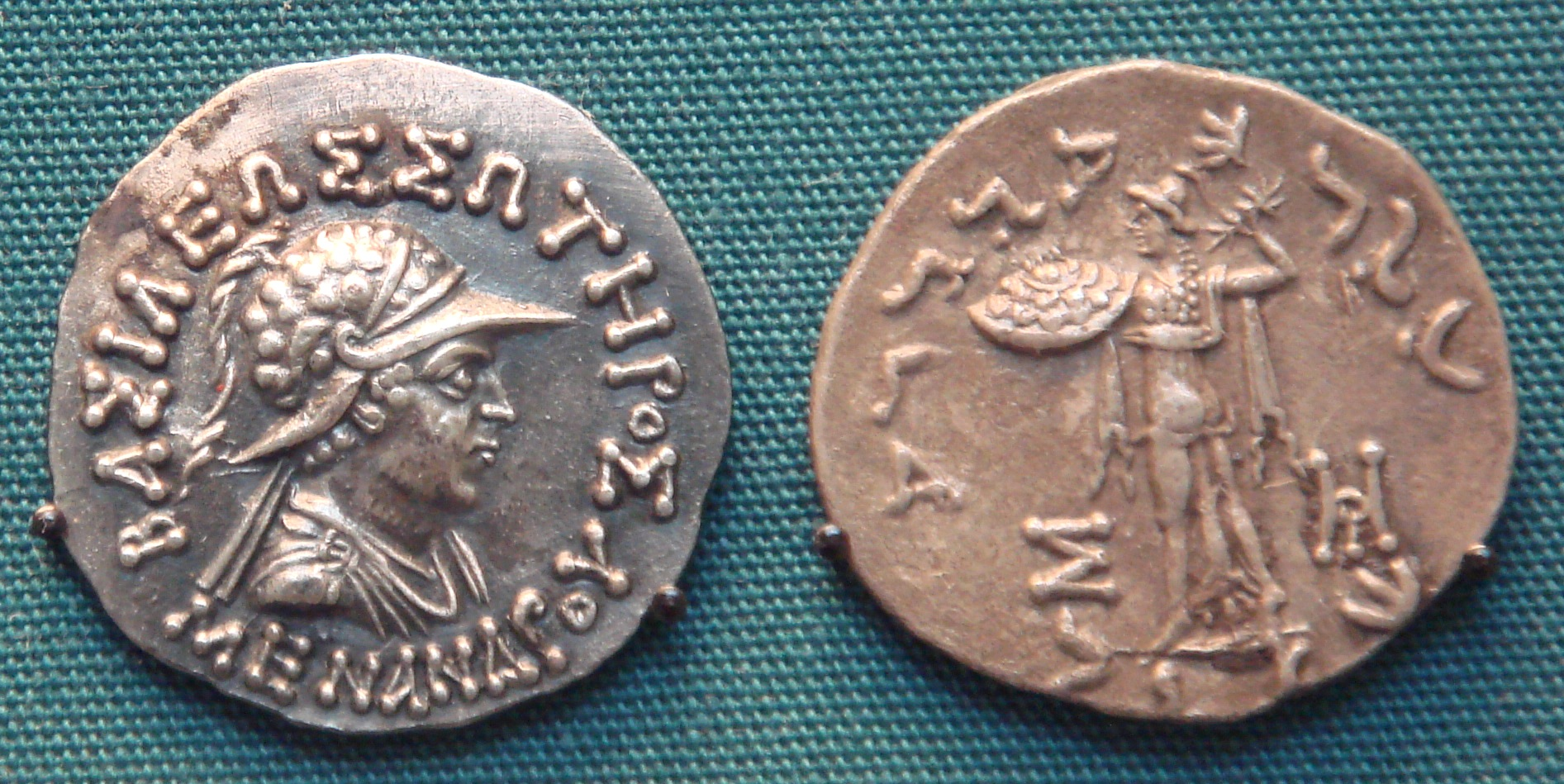
El Periple explica que les monedes del rei indogrec Menandre I eren habituals a Barigaza

El Periple descriu nombrosos edificis grecs i fortificacions a Barigaza, falsament atribuïts en el text a Alexandre el Gran, que no s'acostà mai tan al sud. Aquestes construccions, doncs, estarien relacionades amb les restes de l'expansió cap al sud dels indogrecs (antic Regne grec de Bactriana) fins a Gujarat, un regne que s'inicià amb la campanya d'Alexandre i l'Imperi Selèucida hel·lenístic que el seguí:
"La metròpoli d'aquest país és Minnagara, des d'on molt de cotó és importat cap a Barigaza. En aquesta zona, es poden veure encara les restes de l'expedició d'Alexandre, tals com santuaris antics, murs i fortaleses i grans pous." Periple, cap. 41.
El Periple arriba a testificar la circulació de monedes indogregues per la regió:
"Fins al present dia, el dracma és habitual a Barigaza, provinent d'aquest país, i conté inscripcions en lletres gregues, i els distintius d'aquells qui regnaren després d'Alexandre, Apol·lodot i Menandre." Periple, cap. 47.
La ciutat grega d'Alexandria Bucefàlia, situada al riu Jhelum, s'esmenta al Periple, així com a la Taula de Peutinger:
"El país a l'interior de Barigaza està habitat per nombroses tribus, com ara els Arattii, els Arachosii, els Gandaraei i el país dels Poclais, en el qual hi ha Bucephalus Alexandria" Periple, cap. 47.